# Centaurea pestalotii
Centaurea pestalotii — вид квіткових рослин родини айстрових (Asteraceae). Ареал: пн. Італія, Хорватія.